# My Romance (álbum de Chris Anderson)
My Romance é um álbum do pianista de jazz Chris Anderson que foi gravado em 1960, mas não foi lançado pelo selo Vee-Jay até 1983.

## Lista de músicas
1. "Wrap Your Troubles in Dreams"  (Harry Barris, Ted Koehler, Billy Moll) - 3:28
2. "So in Love" (Cole Porter) - 4:23
3. "You Stepped Out of a Dream" (Nacio Herb Brown, Gus Kahn) - 6:21
4. "Soon" (George Gershwin, Ira Gershwin) - 2:44
5. "Monica" (Bill Lee) - 2:38
6. "A Fellow Needs a Girl" (Richard Rodgers, Oscar Hammerstein II) - 3:07
7. "I Could Write a Book" (Rodgers, Lorenz Hart) - 3:50
8. "My Romance" (Rodgers, Hart) - 5:18
9. "Love Letters" (Victor Young, Edward Heyman) - 7:01

## Integrantes
- Chris Anderson - piano
- Bill Lee - baixo
- Art Taylor - bateria